# جانی خوش‌قیافه
جانی خوش‌قیافه (انگلیسی: Johnny Handsome) فیلمی در ژانر سرقت به کارگردانی والتر هیل است که در سال ۱۹۸۹ منتشر شد.

## خلاصه فیلم
جانی تبهکاری است که نقشه موفق یک سرقت را به همراه دوستش میکی و یک زوج طرح‌ریزی کرده است. در خلال سرقت، زوج جوان به آن دو پشت کرده و…

## بازیگران
- میکی رورک در نقش جانی خوش‌قیافه
- الن بارکین در نقش سانی بوید
- الیزابت مک‌گاورن در نقش دانا مک‌کارتی
- لانس هنریکسن در نقش ریف گرت
- فارست ویتاکر در نقش دکتر استیون فیشر
- مورگان فریمن